# Kubań (kraina)

Kubań

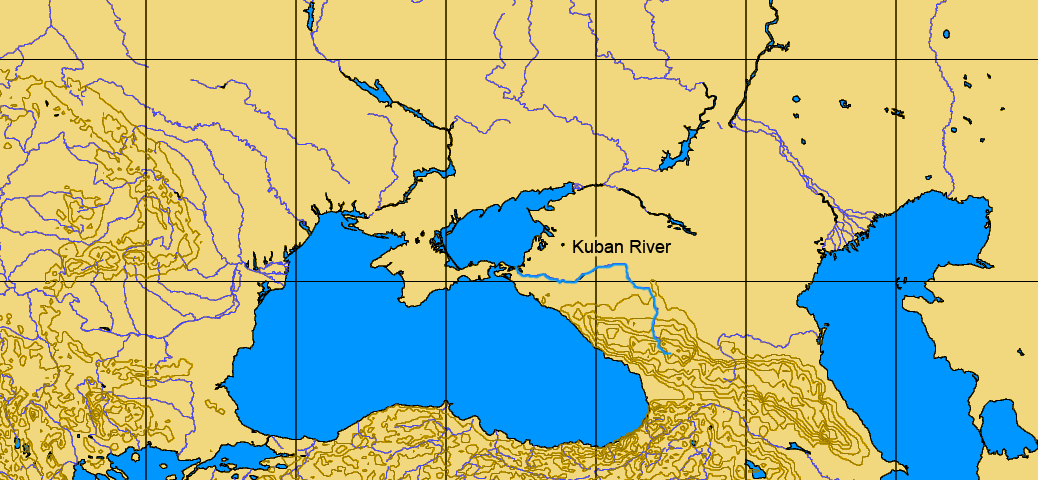
Kubań

Kubań (ros. Кубань, ukr. Кубань, Кубанщина, ady. Пшызэ) – historyczno-geograficzna kraina w Rosji, leżąca w dorzeczu rzeki Kubań. 
Terytorium Kubania obejmuje Kraj Krasnodarski, Adygeję oraz części obwodu rostowskiego, Kraju Stawropolskiego i Karaczajewo-Czerkiesji.
Główne miasta to Krasnodar, Jejsk, Noworosyjsk, Soczi, Tiemriuk, Sławiańsk nad Kubaniem, Armawir, Kropotkin, Tuapse, Anapa.
Kraina była zasiedlona pod koniec XVIII wieku przez Kozaków czarnomorskich (rozformowane Kozackie Wojsko Zaporoskie) i do 1918 stanowiła administracyjnie obwód kubański Imperium Rosyjskiego.